# جريج كولينز
جريج كولينز (بالإنجليزية: Greg Collins)‏ (و. 1952 – م) هو ممثل، ولاعب كرة قدم أمريكية، وممثل تلفزيوني، من الولايات المتحدة الأمريكية، ولد في تروي.

## وصلات خارجية
- جريج كولينز على موقع IMDb (الإنجليزية)
- جريج كولينز على موقع قاعدة بيانات الفيلم (الإنجليزية)